# Хавкін Оскар Григорович
Оска́р Григо́рович Ха́вкін (2 травня 1923, станція Межова, тепер смт Дніпропетровської області — 18 грудня 1984, Дніпропетровськ (нині Дніпро)) — український архітектор Дніпропетровська. Заслужений архітектор УРСР (1976). Лауреат Державної премії СРСР (1983).

## Біографічні дані
Учасник Другої світової війни. 1942 його призначили начальником і художником клубу Управління військового будівництва. Згодом через хворобу (порок серця) демобілізувався. 1945 нагороджено медаллю «За Перемогу над Німеччиною».
1944 був студентом Куйбишевського авіаційного інституту, але бажання стати архітектором не покидало його — і того ж року він успішно склав вступні іспити в Московський архітектурний інститут. Проте в Москві не було де жити, що не дозволяло приступити до навчання. Тоді Хавкін приїхав у Дніпропетровськ і вступив на другий курс Дніпропетровського будівельного інституту. 1947 став членом ВКП(б).
1948, закінчивши інститут, розпочав роботу в Дніпропетровську в «Облпроекті» (нині «Дніпроцивільпроект»), де пройшов шлях від рядового архітектора до керівника відділу. Очолював великі авторські колективи як головний архітектор проекту.
Хворе з дитинства серце Хавкіна, незважаючи на успішну операцію, зупинилося на 63-му році життя — відразу після закінчення робіт з облаштування пам'ятника, спільного для дружини, яка померла раніше, та для себе.

## Творча діяльність

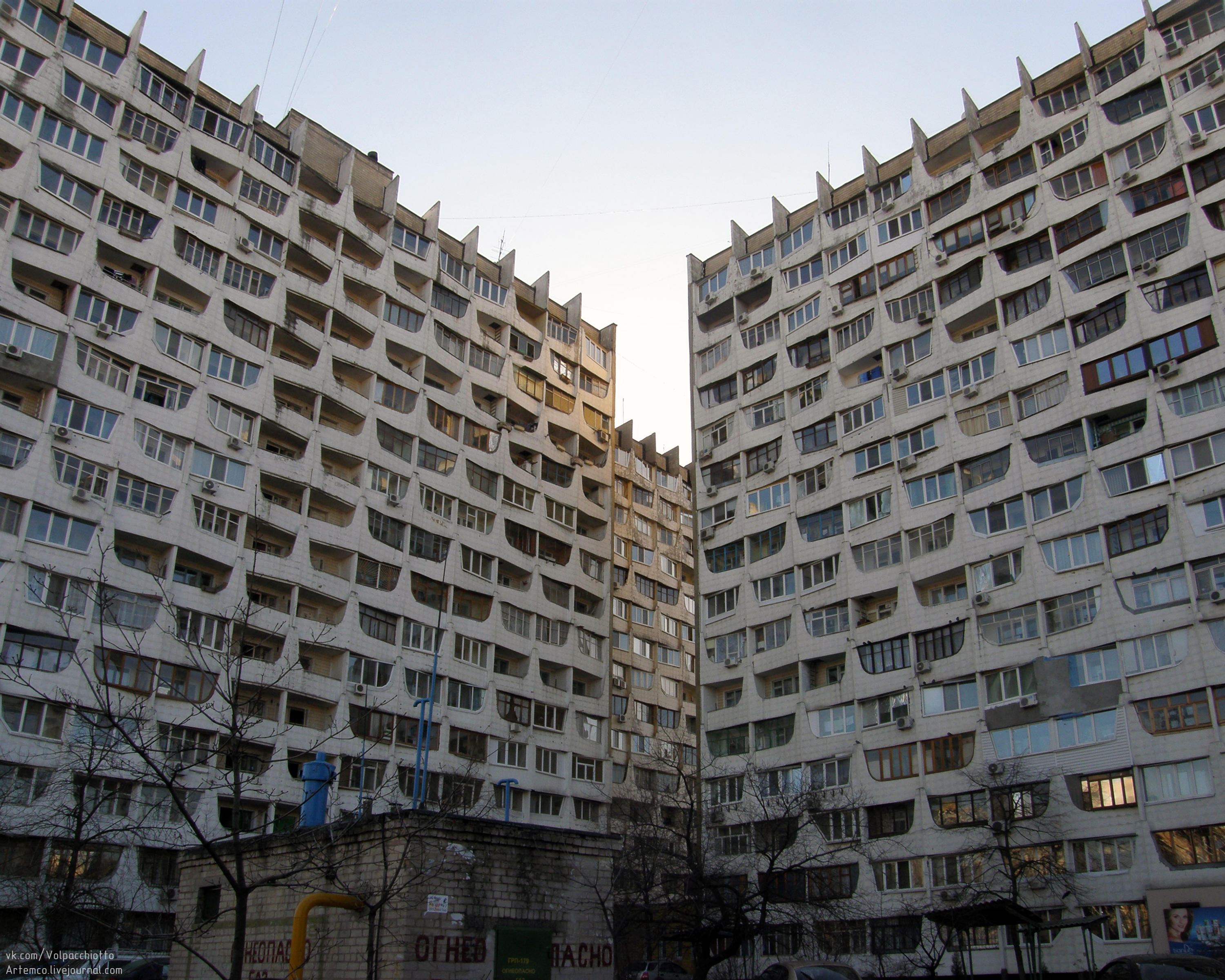
будинки на масиві Перемога в Дніпрі

Перші роботи Хавкіна — це відновлення та реконструкція зруйнованих війною міських шкіл (№ 51, 70, 62, 65, 19 та ін.), проектування нових (№ 57, 3, 67, 43 та ін.). Пізніше виконав проекти детального планування житлових масивів у Дніпропетровську — «Сонячний» (1961), «Західний» (1965), «Запорізький» (1967). У складі авторських колективів виконав роботи з реконструкції центра міста (1970), проекти детального планування вулиці Володі Дубиніна (1975), масивів «Тополя-1» і «Сокіл». Розробив комплекс висотних гуртожитків на набережній. Йому належить проект будинку Всесоюзного НДІ кукурудзи на вулиці Дзержинського.
У жовтні 1962 Хавкіна занесено до обласної «Книги пошани будівельників». За роботи в галузі архітектури відзначено дипломами та грамотами Держбуду УРСР (1954, 1966, 1970, 1971, 1974).
Головною справою Хавкіна стало індустріальне масове житлове будівництво. Основна його робота останніх років — забудова житлового району «Перемога», де довелося розв'язувати багато завдань для поліпшення типової серії великопанельних будинків.
1983 Хавкіну, Павлу Рафаїловичу Нірінбергу, Євгену Борисовичу Яшунському та іншим присуждено Державну премію СРСР за розробку комплексу «Перемога» в Дніпропетровську.